# Атрощанка, Александр Анатольевич
Александр Анатольевич Атрощанка (20 января 1979 — 14 сентября 2008) — майор ФСБ РФ, сотрудник управления «В» Центра специального назначения ФСБ, старший оперуполномоченный 2-го отдела Управления специальных операций (управление «С») Центра специального назначения ФСБ.

## Биография
Родился 20 января 1979 года в Саваслейке (Кулебакский район, Горьковская область) в семье военнослужащего. Учился в 1986—1994 годах в Саваслейской средней школе, в 1996 году поступил в Московское высшее училище радиоэлектроники ПВО. Занимался в секции спортивного троеборья, участвовал в соревнованиях по гиревому спорту и армейскому рукопашному бою; отчислялся из училища и позже восстанавливался. По окончании учёбы служил в в/ч 28289 (Ногинск-9, ВКС РФ).
С 2003 года работал в органах безопасности: проходил службу на различных должностях в управлении «В» («Вымпел») Центра специального назначения ФСБ, начиная с должности в 1-м отделе. Участник операции по освобождению заложников в средней школе № 1 города Беслан (с 1 по 3 сентября 2004 года). Награждён медалями «За отвагу» и «За участие в контртеррористической операции» ФСБ с формулировкой «за мужество и отвагу, проявленные в ходе выполнения боевых задач».
С января 2007 года — сотрудник Управления специальных операций (управление «С» или «Смерч») Центра специального назначения ФСБ РФ. Неоднократный участник антитеррористических операций против незаконных вооружённых формирований на Северном Кавказе.
Погиб 14 сентября 2008 года при проведении спецоперации в Республике Ингушетия: согласно открытым данным, при штурме одного из домов в посёлке Верхние Ачалуки, занятого боевиками, было ранено несколько оперативников, и Атрощанка отправился вытаскивать одного из раненых бойцов, однако был убит в ходе боя. Посмертно награждён Орденом Мужества.
У Александра остались супруга Виктория и сын Никита.

## Память
- 21 января 2011 года постановлением Администрации города Твери его именем была названа улица[2], получившая название улица Александра Атрощанки[4]; она же переименована 8 октября 2012 года в улицу Александра Атрощанка[5].
- 19 сентября 2014 года на здании Саваслейской средней школы была установлена мемориальная доска[2].
- 10 января 2020 года Центру образования «Брусилово» в Твери (микрорайон Мамулино) также было присвоено имя Атрощанки[5]. Мемориальная доска была установлена официально 3 сентября того же года[6][7].